# José Enrique Varela

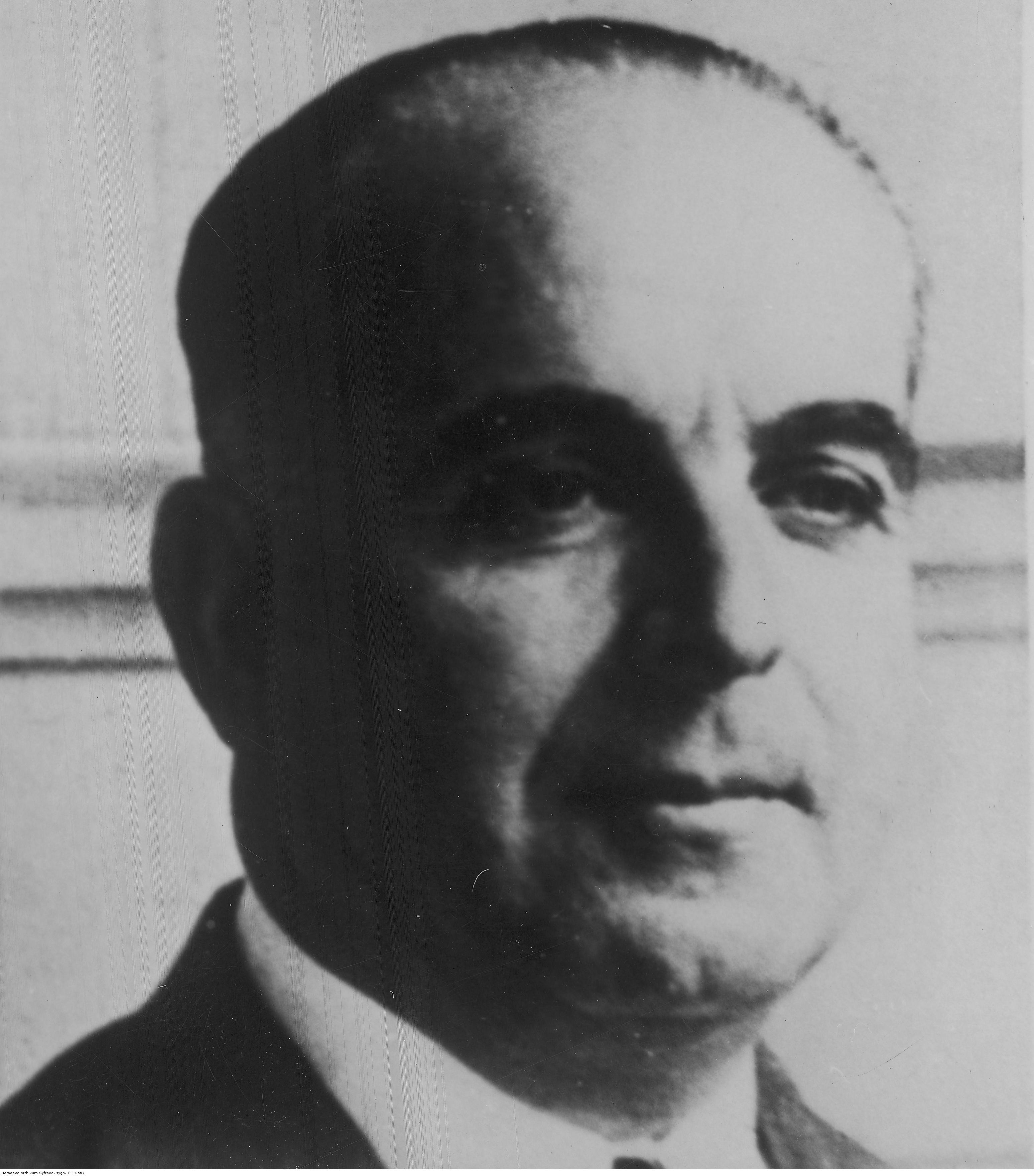
José Enrique Varela

José Enrique Varela Iglesias (* 17. April 1891 in San Fernando; † 24. März 1951 in Tanger) war ein spanischer General. Varela spielte im Spanischen Bürgerkrieg eine herausragende Rolle und nahm an mehreren Schlachten teil. Während Francos Regime war er Armeeminister und Hochkommissar von Spanisch-Marokko.

## Leben

### Früher Werdegang
José Enrique Varela Iglesias wurde am 17. April 1891 in San Fernando geboren.
Als Sohn einer Unteroffiziersfamilie schlug er 1909 die von ihm immer angestrebte militärische Laufbahn bei der Infanterie ein und wurde 1910 außerhalb der Reihe zum Unteroffizier befördert. 1912 kam er an die Militärakademie von Toledo, an der er sich durch überdurchschnittliche Leistungen auszeichnete und die er 1915 als Leutnant verließ. In den Aufständen im spanischen Protektorat Marokko erlangte der zum Oberleutnant aufgestiegene Varela für persönliche Tapferkeit zweimal die höchste spanische Auszeichnung, das Cruz Laureada de San Fernando. Aufgrund seiner Leistungen wurde er zum Hauptmann befördert.
Am 6. Oktober 1924 übernahm Varela, welcher bis dahin als Kampfbeobachter den Chemiewaffeneinsatz im Rifkrieg beobachtete, das Kommando über die Harka de Abdelmalek nach dem Scherif Abdelmalek im Kampf getötet worden war, und machte aus ihnen eine Gruppe von 900 kriegserfahrenen Männern, welche sich in zwei Infanterie Tabores und einer berittenen Mía gliederten. Am 8. September 1925 stürmt seine Harka de Varela bei Al-Hoceima die mit Senfgas (Lost) verseuchte Rif-Republik. Bis 1927 stieg er zum Oberstleutnant auf und erhielt die Medalla Militar. Gegen Ende der 1920er Jahre studierte er in Deutschland, Frankreich und der Schweiz die dortige Organisation der Infanterie. Die zweite spanische Republik sah ihn als Oberst an der Spitze eines Regiments der Infantería de Marina.
Von dieser Position wurde er 1932 nach dem gescheiterten Militärputsch des Generals Sanjurjo enthoben und inhaftiert. Obwohl er selbst nicht an dem Putsch teilgenommen hatte, wurde ihm seine Freundschaft zu General Sanjurjo zum Verhängnis. Während seiner Inhaftierung kam er mit dem Carlistenführer Manuel Fal Conde zusammen und half mit, die Carlisten für einen sich schon abzeichnenden Bürgerkrieg auszubilden. 1934 wurde er von der Schuld an der Beteiligung am versuchten Staatsstreich Sanjurjos freigesprochen und kam an die Kriegsschule in Madrid, an der er zum Brigadegeneral befördert wurde. Varela, der zeit seines Lebens bekennender Monarchist blieb, konnte sich nie mit der Republik anfreunden und war nach den blutigen Ausschreitungen gegen Adel und Klerus nach dem Wahlsieg der Frente Popular zu einer Beteiligung an einem erneuten Militärputsch bereit. Er schloss sich daher den Putschisten um General Francisco Franco an.

### Varela im Spanischen Bürgerkrieg
In den ersten Tagen des Spanischen Bürgerkrieges leitete Varela den Putsch in Cádiz, später in Sevilla und im ganzen Westen und Norden Andalusiens. Im September 1936 war Varela bei der Einnahme von Toledo für das Massaker an republikanischen Soldaten und der Zivilbevölkerung verantwortlich, Kriegsberichterstatter waren während des letzten Angriffs auf die Stadt nicht zugelassen. Dafür wurde die Belagerung des Alcázars von Toledo von der faschistischen Propaganda umso ausgiebiger nachbearbeitet. Ende 1936 kämpfte er vor Madrid in der Schlacht am Jarama, später verteidigte er erfolgreich Segovia und Brunete gegen republikanische Angriffe. Zum Divisionsgeneral erhoben führte er 1937/38 die Operationen zur Rückeroberung von Teruel im Nordosten Spaniens und verblieb mit seinem Armeekorps bis Kriegsende an dieser Front.

### Heeresminister
1939 wurde Varela zum Heeresminister ernannt, als solcher wirkte er darauf hin, dass Spanien im Zweiten Weltkrieg neutral blieb. Es wurde offenbar, dass er zu den 30 Generälen gehörte, welche sich dafür von Juan March bezahlen ließen, was 1942 zu seinem Rücktritt führte.

### Hochkommissar in Spanisch-Marokko
Vom 4. März 1945 bis 24. März 1951 war José Varela von Francisco Franco zum Hochkommissar von Spanisch-Marokko ernannt worden. Varela war bekannt für seine Brutalität. Während Franco um die Arabische Liga hofierte, versuchte Varela die Nationalisten aus den Marokkanern herauszufinden. Er verbot öffentliche Versammlungen und verwehrte den als Nationalisten Verdächtigten, in das Rifgebirge zu fahren. Wer auf dem Weg dorthin aufgegriffen wurde, wurde pauschal bestraft: Die Bestrafung war öffentlich, sie wurden mit einem Seil, welches der Eigentümer des Hotel Faro immer einsatzbereit in einer Salzlösung bereithielt, ausgepeitscht. Bauern der örtlichen Stämme straften sie nicht so, aus Furcht vor ihren Reaktionen.
Es handelte sich um Auswärtige, an welchen sie ihre Exempel statuierten: Leute, die aus Melilla oder Tetuan kamen, welche sie daran identifizierten, dass sie Jacken trugen oder ihre Haare im europäischen Stil schneiden ließen; entweder jene, die ihre Köpfe nicht rasierten oder keinen Fez trugen, oder jene, die einen „nationalistischen Fez“ trugen, von denen angenommen wurde, dass sie zur nationalistischen Istiqlal-Partei gehörten. Zu Varelas Missgunst erlaubte Franco Sidi Mohammed eine Reise in das spanische Protektorat. Sein Zug wurde auf der ganzen Strecke bejubelt und der Kalif erklärte in einer Begrüßungsrede in Asilah: „Marokko ist eine Nation und hat nur einen Herrscher. … Die Marokkaner in der spanischen Zone erweisen ihre Treue zu ihrer Majestät Mohammed V. (Marokko), dem Befehlshaber der Gläubigen und einzigen Führer von Marokko.“
1951 starb Varela in Tanger an Leukämie. Er wurde postum zum Capitán General erhoben, dem höchsten militärischen Rang in Spanien.